# Palmovo olje
Palmovo olje je užitno rastlinsko olje, pridobljeno iz kaše plodov oljnih palm, predvsem afriške oljne palme (Elaeis guineensis) in v manjši meri iz ameriške oljne palme (Elaeis oleifera) ter palm maripa (Attalea maripa). Natančneje gre za olje iz mezokarpa osemenja, ki obdaja seme palme. Iz semen pridobivamo olje palmovih semen, ki ima drugačne lastnosti. Drugačno je tudi od kokosovega olja iz osemenja kokosovih orehov.